# Vaccarizzo Albanese
Vaccarizzo Albanese (in Arbëresh, IPA: [ar'bəreʃ]: Vakarici) ist eine von Arbëresh (IPA: [ar'bəreʃ]) gegründete italienische Gemeinde mit 1001 Einwohnern (Stand 31. Dezember 2023) in der Provinz Cosenza in Kalabrien.
Die Gemeinde Vaccarizzo Albanese (Bashkia e Vakarici) unterhält seit 2004 eine Gemeindepartnerschaft (Unione Arbëria) mit anderen vier Arbëresh-Gemeinden in der Provinz Cosenza: San Demetrio Corone, Santa Sofia d’Epiro, San Cosmo Albanese und San Giorgio Albanese.

## Lage und Daten
Das Gebiet der Gemeinde liegt auf einer Höhe von 448 m über dem Meeresspiegel und umfasst eine Fläche von 8 km². Vaccarizzo Albanese liegt etwa 73 km nordöstlich von Cosenza. Die Nachbargemeinden sind Acri, San Cosmo Albanese und San Giorgio Albanese.

## Geschichte
Vaccarizzo Albanese wurde zwischen 1469 und 1492 von albanischen Flüchtlingen (Arbëresh) gegründet.